# 陳叔陵
陳叔陵（554年—582年2月18日），字子嵩，陈宣帝陳頊次子，出继本生祖父陈道谭，袭封為始興王。母親是貴人彭氏。

## 生平
南梁承聖中，生于江陵。与兄长陈叔宝曾被扣为人质。天嘉三年（562年），随兄长回到南陈，封康乐侯，邑五百户。光大元年（567年），除中书侍郎。二年，出为持节、都督江州诸军事、南中郎将、江州刺史，由長史孔奐代理治州。其父登基后，陈叔陵于太建元年（569年），封始兴郡王，奉昭烈王祀。进授使持节、都督江、郢、晋三州诸军事、军师将军，刺史如故。当时，陈叔陵时年十六，已自己主政，下属不能干预。他性格严刻，部下慑惮。诸公子侄及罢县令长，皆逼令事己。寻进号云麾将军，加散骑常侍。
太建三年（571年），加侍中。四年，迁都督湘、衡、桂、武四州诸军事、平南将军、湘州刺史，侍中、使持节如故。诸州镇闻其至，皆震恐股栗。寻进号镇南将军，给鼓吹一部，迁中卫将军。九年，除使持节、都督扬、徐、东扬、南豫四州诸军事、扬州刺史，侍中、将军、鼓吹如故。太建十年，至都，加扶，给油幢车。陈叔陵又喜掘墳露骨，《陳書》載，叔陵“好遊塚墓間，遇有塋表主名可知者，輒令左右發掘，取其石志古器，並骸骨肘脛，持為玩弄，藏之庫中”。太建十一年（579年），生母彭氏去世，东晋太傅谢安的陵墓也被他挖掘，將彭氏葬於此。为生母彭氏丁忧去职，又起为中卫将军，使持节、都督、刺史如故。服阕，又为侍中、中军大将军。
太建十四年（582年）正月，宣帝去世，為爭奪帝位，曾以藥刀砍中其兄陈叔宝頸項，被赶来的其母柳后救下，陈叔宝乳媪吴氏在柳后身旁从后面抓住陈叔陵的手肘，陈叔宝才得以起身，陈叔陵仍然抓着陈叔宝的衣服，被陈叔宝挣脱。陈叔陵的弟弟长沙王陈叔坚与陈叔陵搏斗，夺下刀，用衣袖把他绑在柱子上。吴媪已扶陈叔宝躲避，陈叔坚去寻找陈叔宝，陈叔陵趁机挣脱，走出云龙门，快速回到东府，招呼甲士，散金银以为赏赐，召在外诸王将帅，但除了堂弟扬州刺史新安王陈伯固以外并无人响应。陈叔宝继位，派大将蕭摩訶追杀陈叔陵。陈叔陵惶恐不安，派韦谅把自己的鼓吹仪仗送给萧摩诃，并对他说：“如果你帮助我举事成功，一定任命你为三公宰辅。”萧摩诃骗韦谅说：“必须让始兴王的心腹大将亲自来，我才能听从命令。”陈叔陵又派亲信戴温、谭骐驎拜谒，萧摩诃将他们抓起来送到台省，斩首后在东城示众。陈叔陵见大势已去，將妃張氏及寵妾七人沉於井，自率步騎百人欲突圍奔隋，从南门出逃，情急落馬。萧摩诃率军将其追斩。诸子被赐死，舅舅彭暠以及相关官员被处决。

## 延伸阅读
[在维基数据编辑]
 《陳書/卷36》，出自姚思廉《陳書》